# 台北映画祭
台北映画祭（中国語: 台北電影節；英語: Taipei Film Festival）は、1998年より毎年夏に台湾台北市で開催されている世界有数の映画祭。
1998年に第1回が開かれ、2001年に一時中止、2002年活動再開から2004年までは毎年春開催だったが、2005年6月の第7回からは毎年夏開催されている。

## 部門構成と賞
台北映画祭には以下の2つのコンペティションがあり、それぞれに賞が設けられている。
- インターナショナル・ニュー・タレント・コンペティション（International New Talent Competition／國際青年導演競賽）：海外から公募した、1回目、2回目の監督長編作品を対象とした新人監督のコンペティション。
- 台北電影奨（Taipei Film Awards Competition）：台湾の作品を対象としたコンペティション。長編、ドキュメンタリー、短編、アニメーションの各部門に分けられている。

## 参考資料
1. ↑  Palmer, Augusta (1998年10月14日). “Don't Get Your Mooncake Wet: First Taipei Film Festival Celebrates Global Independents Despite Delug”. Indiewire - Festivals.   SnagFilms. 2011年12月6日閲覧。